# Demofon
I grekisk mytologi förekommer två kungar med namnet Demofon: den mest omtalade var kung i Eleusis och den andre i Aten.

## Demofon i Eleusis
Demofon var son till kung Keleos och drottning Metaneira i Eleusis. De tog med stor gästfrihet emot gudinnan Demeter när hon förklädd till den gamla kvinnan Doso sökte efter sin dotter. Demeter tog hand om deras två barn varav Demofon var ett. Han var dödligt sjuk men tillfrisknande omedelbart när Demeter andades på honom. Av tacksamhet mot kungaparets gästfrihet ville hon därefter göra honom odödlig genom att varje natt bränna bort hans mänskliga defekter i familjens härd, men stoppades av en förfasad mor.

## Demofon i Aten
Den Demofon som var kung i Aten förekommer i Euripides' drama Herakles barn. I teaterstycket gömmer sig Herakles' dotter Macaria (eng?) och hennes bröder i Aten för kungen av Mykene, Eurysteus. Medan Eurysteus planerar sin attack på staden berättar ett orakel för Demofon att segern bara kan vinnas om en adlig dam offras till gudinnan Persefone. För att rädda sina syskon låter Macaria sig offras åt gudinnan och den brunn där hon dog fick hennes namn.